# Siouville-Hague
Siouville-Hague ist eine französische Gemeinde mit 936 Einwohnern (Stand 1. Januar 2022) im Département Manche in der Region Normandie. Sie gehört zum Arrondissement Cherbourg und zum Kanton Les Pieux.

## Toponymie
Siouville leitet sich aus der französischen Endung -ville und aus dem germanischen Namen Saewulf oder aus dem angelsächsischen Namen Sigeneald ab.

## Geografie

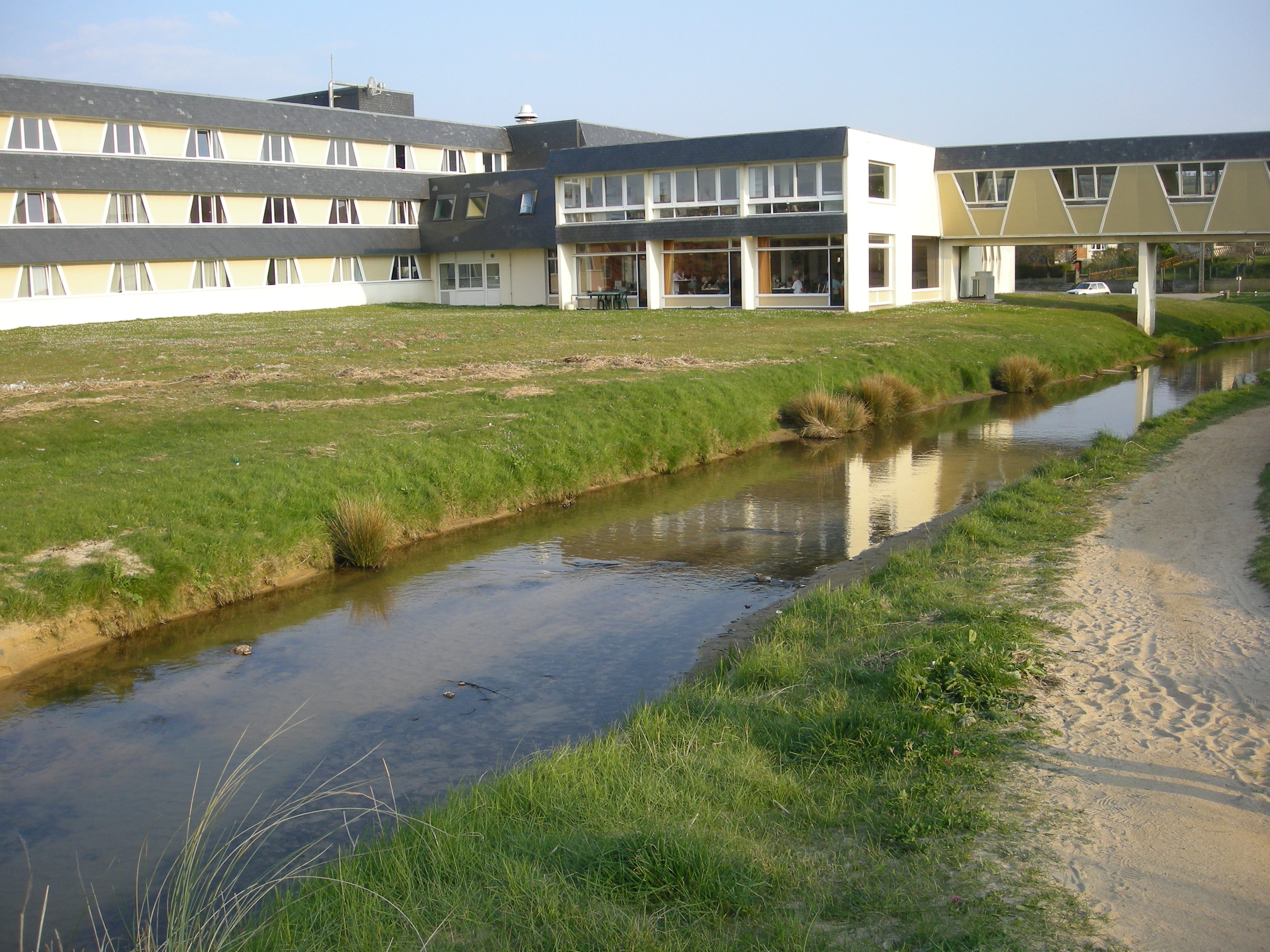
Bach Le Petit Douet und das Rehabilitationszentrum.

Siouville-Hague liegt auf der Halbinsel Cotentin. Die Gemeinde ist vom Bach Petit Douet durchflossen.
Angrenzende Gemeinden sind Héauville, Tréauville und Helleville.
Das Seebad verfügt über einen langen Strand aus feinem Sand. Siouville ist fürs Surfen und Strandsegeln sehr bekannt.
In Siouville befindet sich auch ein Rehabilitationszentrum, das das Meereswasser benutzt – nicht weit vom Kernkraftwerk Flamanville und der Wiederaufbereitungsanlage La Hague entfernt.
Der Flamanville-Granit ist von einer Kontaktaureole umgeben. An der Grenze zwischen Tréauville und Siouville, in einem Steinbruch im Ort Mont Saint-Gilles, wurden cornéennes aus der Kontaktaureole gewonnen vgl.

## Geschichte
Am Anfang des 19. Jahrhunderts wurde die Bevölkerung zum Protestantismus bekehrt. Es handelte sich aber nicht um eine tiefe geistliche Neigung zum Protestantismus, sondern um Zorn gegen den Priester, der beim Tangsammeln den Herrn von Flamanville anstatt seine Gläubigen bevorzugte. Ein 1842 erbauter protestantischer Tempel zeugt von dieser Bekehrung. Heute dient er als Gemeindesaal.

## Bevölkerungsentwicklung
| Jahr      | 1962 | 1968 | 1975 | 1982 | 1990 | 1999 | 2009 | 2018 |
| Einwohner | 462  | 427  | 471  | 821  | 996  | 589  | 1116 | 992  |

## Wirtschaft
Die sich zwischen Frankreich und der Vogtei von Guernsey befindende Straße von Alderney weist ein großes Energiepotenzial auf. Deshalb ist im Rahmen der Entwicklung der erneuerbaren Energien eine HGÜ-Verbindung zwischen England und der Halbinsel Cotentin geplant, die in Siouville landen könnte.

## Sehenswürdigkeiten
- Kirche Saint-Pierre aus dem 18. Jahrhundert. Sie verfügt über einen hervorragenden von einer sechseckigen Kuppel bedeckten Kirchturm.
- Langer Strand aus feinem Sand, wo Funboard und Surf betrieben werden kann; der Strand wird im Juli und August von der Feuerwehr des Kantons Les Pieux überwacht.
- Herrenhaus Valciot (aus dem 16. Jahrhundert)
- Ehemaliges evangelisches Tempel (1842)
- Festung, die über den Strand wacht

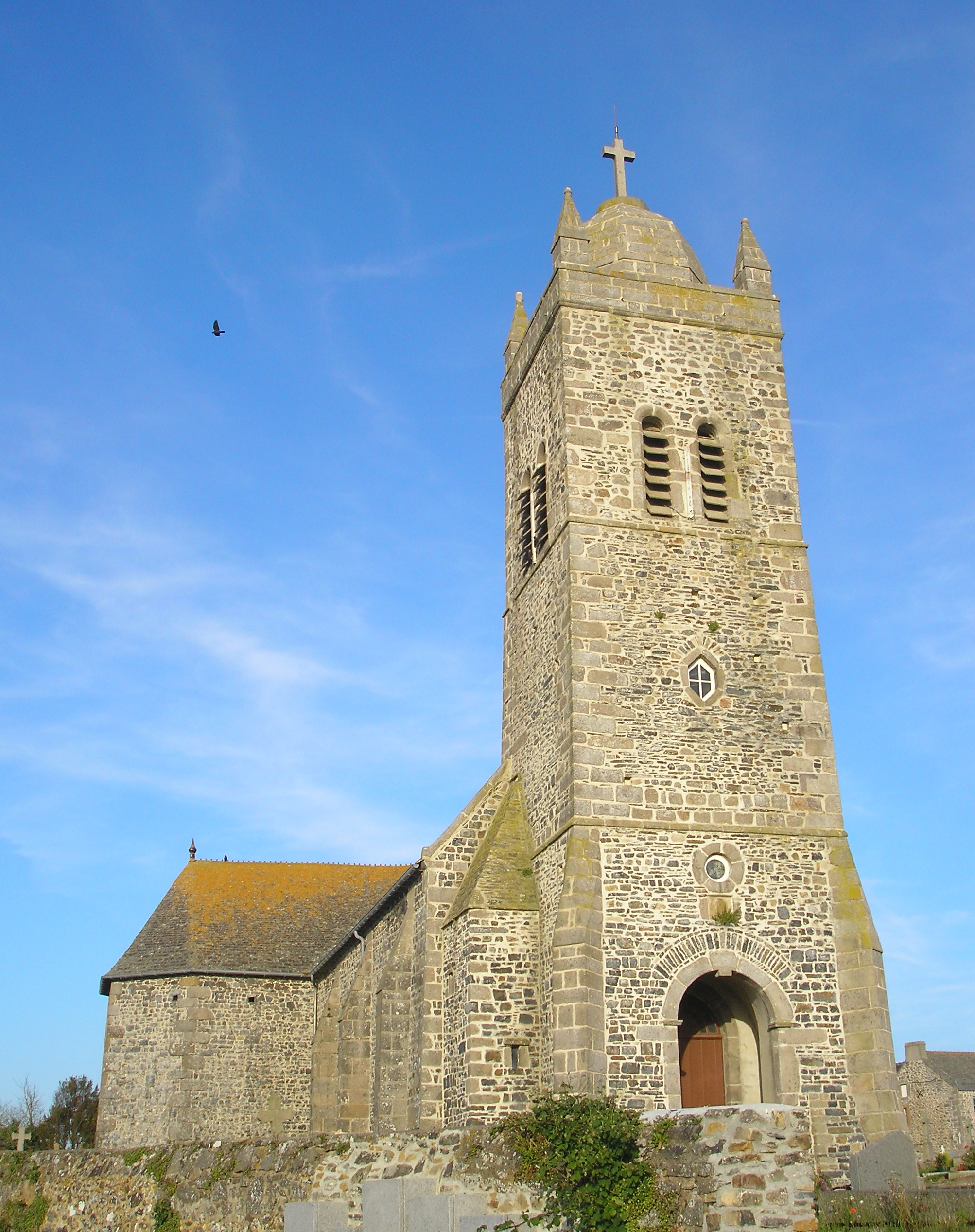
Kirche Saint-Pierre
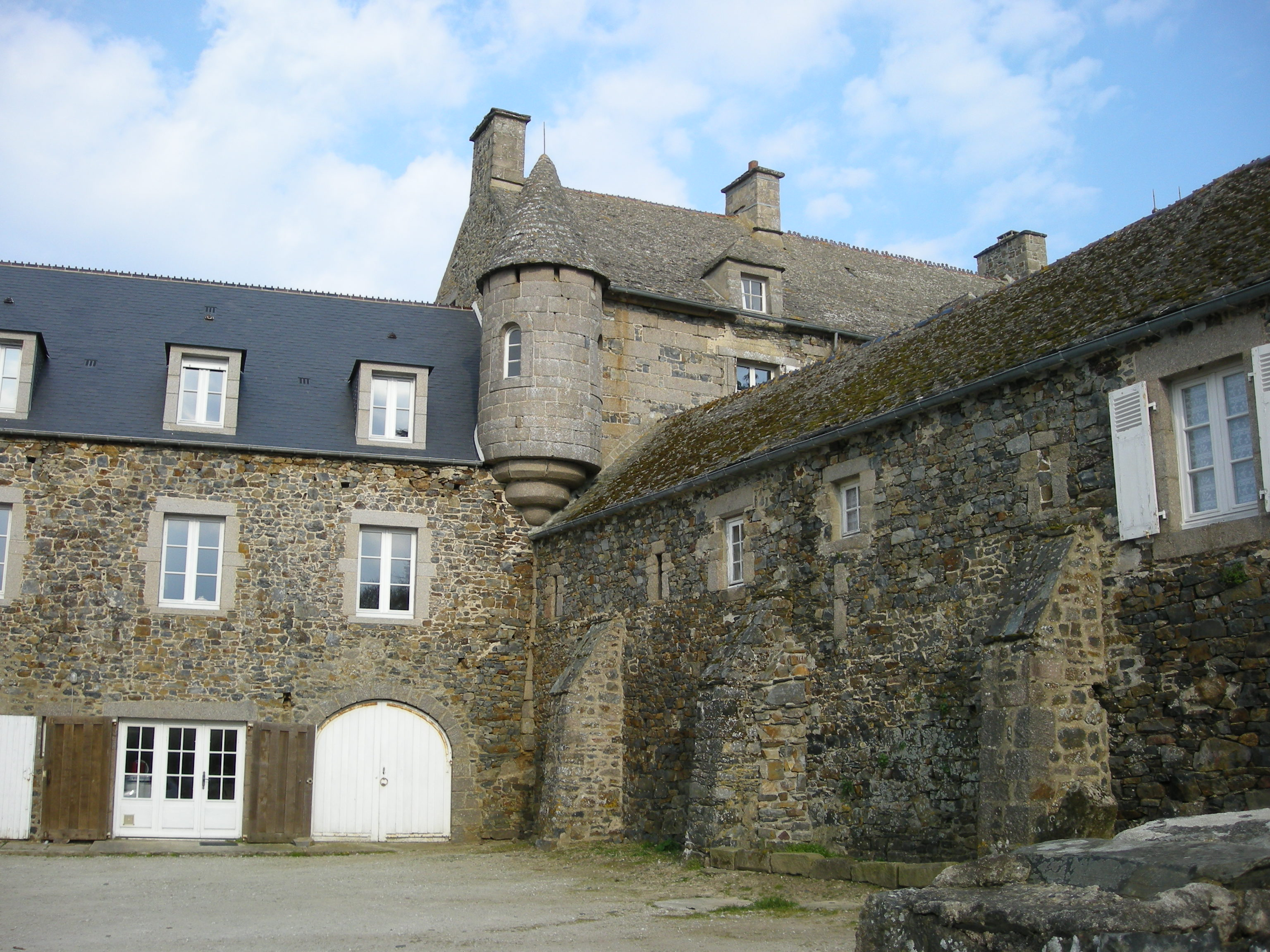
Gutshaus vom Valciot
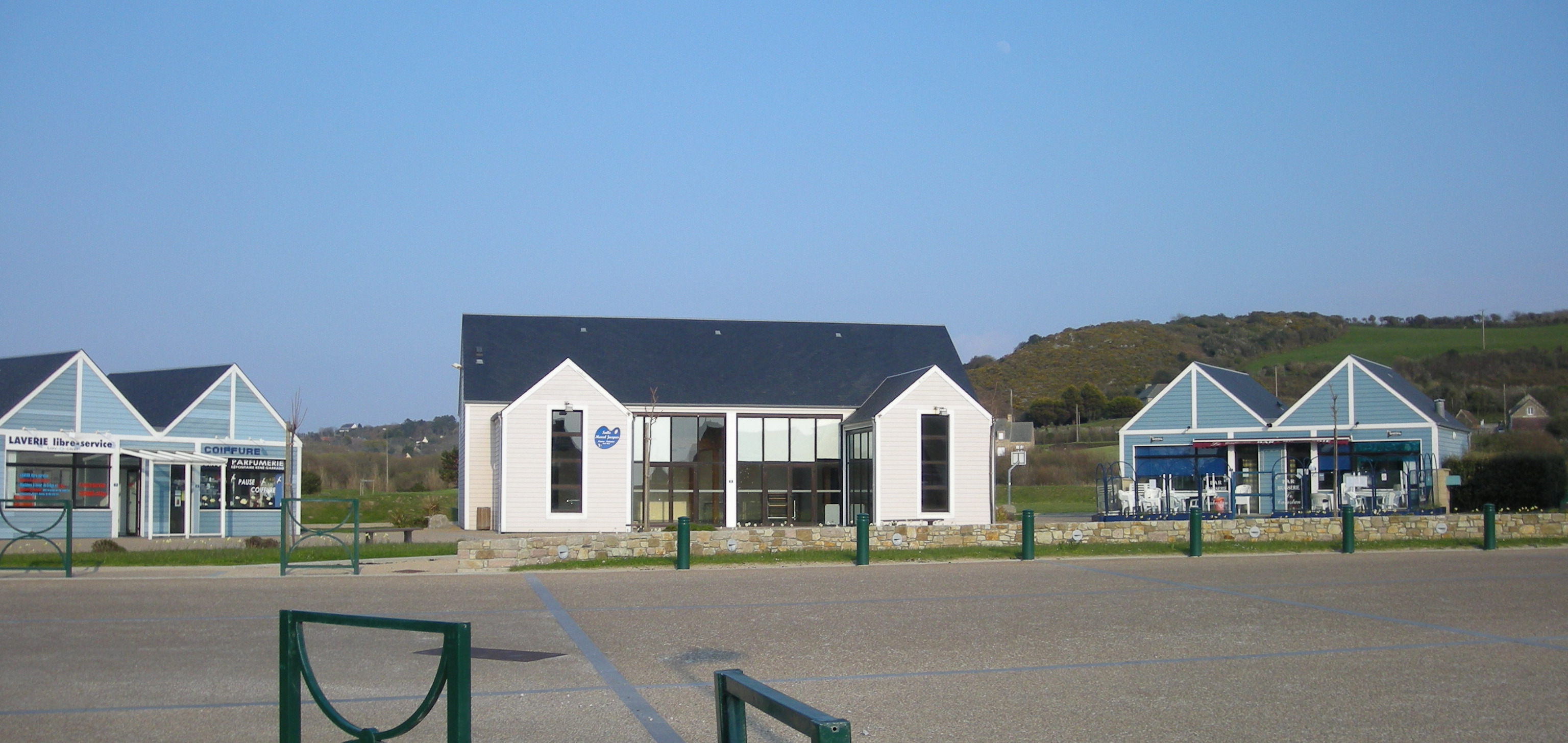
La place des Tamaris

## Persönlichkeiten
- Maurice Boitel (1919–2007) malte in Siouville am Anfang der 1950er Jahre
- lange hatte das ehemalige Hague-Dick-Hotel Persönlichkeiten empfangen, die hierher kamen, um sich zu erholen. Darunter sind Jeanne Moreau (im Mai 1971), Georges Bidault, Danielle Darrieux, André Dassary, Daniel-Henry Kahnweiler usw.
- Der Bildhauer Marcel Jacques hat lange in Siouville gelebt, und zwar im Weiler Viesville.
- Der Caener Maler Georges Moteley hat Siouville einige Gemälde gewidmet.

## Bibliografie
- André Hamel, Siouville. Manche. Le schisme protestant de 1837 et pages d’histoire. Hamel, Les Pieux 1992, 111 p.